# Luisa di Lorena-Vaudémont
Luisa di Lorena-Vaudémont, conosciuta anche come Luisa di Mercoeur (Nomeny, 30 aprile 1553 – Moulins, 29 gennaio 1601), figlia di Nicola di Lorena, duca di Mercœur, e di Margherita di Egmont, fu Regina consorte di Francia.
Bella, ma di salute delicata, veniva mostrata poco in pubblico dalla famiglia e viveva quasi reclusa. Incontrò Enrico d'Angiò, il futuro Enrico III di Francia, per la prima volta a Nancy nel 1573, durante il viaggio del duca per la Polonia, della quale doveva essere incoronato re. Nella città lorenese era infatti prevista una sosta di tre giorni che i due trascorsero insieme. Un paio d'anni dopo quindi, costretto dal proprio ruolo a prendere moglie, Enrico, contro il parere della madre Caterina de' Medici, scelse Luisa.
La giovane apparteneva soltanto ad un ramo cadetto dei Guisa ed era pertanto di rango inferiore e inadatta a divenire regina di Francia. Successivamente tuttavia non vi furono mai contrasti tra suocera e nuora: Luisa infatti si dimostrò di carattere docile e sottomesso. Nel suo testamento anzi, Caterina, di cui Luisa era divenuta confidente, le lasciò il castello di Chenonceau.
Il matrimonio ebbe luogo il 15 febbraio 1575, due giorni dopo l'incoronazione. Enrico, esperto di costumi e addobbi, volle lui stesso creare gli abiti dei suoi cortigiani e della sposa.
Non riuscendo ad avere figli, iniziò a frequentare località termali, indicate all'epoca come rimedio per curare l'infertilità. Luisa non riuscì però mai a dare un figlio al marito, che venne assassinato il 2 agosto 1589. Ebbe così fine la dinastia dei sovrani Valois, ai quali seguirono sul trono di Francia i Borbone con Enrico IV. Dopo la morte del marito prese il lutto bianco delle regine che non avrebbe più lasciato: da qui nacque il suo soprannome di regina bianca.

## Biografia

### Infanzia e giovinezza
Cugina tedesca del duca Carlo III di Lorena, fu la quarta figlia di Nicola di Lorena, conte de Vaudémont e di duca di Mercœur e di Margherita di Egmont, discendente di una grande famiglia dei Paesi Bassi. Fu l'unica figlia, di primo letto, a superare l'infanzia: le altre due sorelle e l'altro fratello morirono tutti in tenera età. Aveva un anno di vita quando sua madre morì.
La seconda moglie di suo padre, Giovanna di Savoia-Nemours, fu una matrigna piena di attenzioni, che le diede una solida formazione classica e la introdusse alla corte di Nancy all'età di dieci anni. La terza moglie del padre, Caterina di Lorena-Aumale, solo tre anni più vecchia di lei fu, tuttavia, di una cattiveria dimostrata verso di lei e i suoi fratelli di secondo letto.
A venti anni, alta, snella, bionda con la pelle bianca, occhi castani chiari, velati da una leggera miopia, dal profilo sottile ed elegante, Luisa di Lorena-Vaudemont era bella, delicata bellezza, nonostante ciò veniva mostrata poco in pubblico dalla famiglia e viveva quasi reclusa. Aveva inoltre una salute cagionevole.

### La domanda di matrimonio di Enrico III

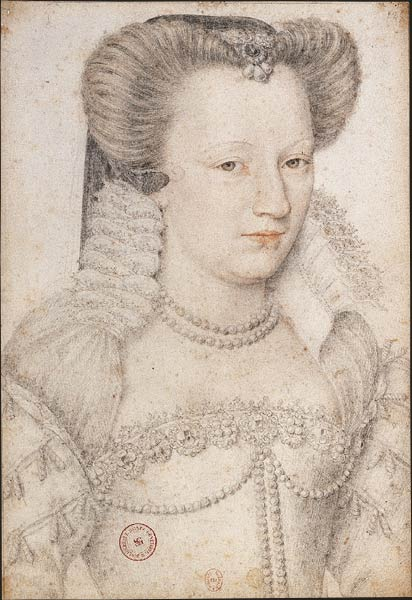
Luisa di Vaudémont (1575).

Mentre si trovava nella corte del cugino Carlo III, Luisa venne notata nell'autunno del 1573, da Enrico d'Angiò, da poco eletto re di Polonia, che si trovava a Nancy presso la sorella Claudia, duchessa di Lorena, come tappa per il viaggio verso Cracovia. Enrico notò la somiglianza di Luisa con Maria di Cléves, moglie del principe di Condé, suo grande amore in quel momento.
Poco dopo il ritorno dalla Polonia di Enrico, ormai divenuto re di Francia con il nome di "Enrico III", il sovrano ricevette la notizia della morte di Maria, con la quale voleva sposarsi dopo aver fatto annullare il matrimonio che la legava al principe di Condé. Il re di Francia rifiutò un matrimonio organizzato dalla regina madre Caterina de' Medici, la quale lo voleva sposato ad una principessa straniera, e si ricordò della dolce e modesta ragazza incontrata in Lorena che fisicamente ricordava Maria. Nel gennaio del 1575, Enrico III inviò in Lorena due emissari, Filippo Hurault di Cheverny, il suo futuro cancelliere, e Michel Du Guast, marchese di Montgauger, per annunciare la sua richiesta di matrimonio. Luisa, che aveva fatto un pellegrinaggio a Saint-Nicolas-de-Port, era assente quando gli emissari del re si presentarono davanti a suo padre, il quale diede il proprio consenso alle nozze senza aspettare di averla consultata. Al suo ritorno dal pellegrinaggio, quando le fu riferito che il re intendeva sposarla, Luisa pensò in un primo momento ad uno scherzo.
Questo matrimonio fu sorprendente per un re, e stupì l'intero paese, perché la giovane Luisa apparteneva soltanto ad un ramo cadetto dei Guisa ed era pertanto di rango inferiore e inadatta a divenire regina di Francia. Enrico III temeva una donna dominante, tremando al pensiero di perdere la sua libertà. Egli scelse Luisa, perché era sicuro che sarebbe stata una moglie tenera e riservata. Questa decisione deluse e preoccupò Caterina de' Medici.
La regina madre temeva che il partito cattolico dei Guisa, famiglia della quale apparteneva la principessa divenissero troppo potenti, in più già sua figlia Claudia aveva sposato un Guisa, il duca di Lorena. Ma ben presto la regina madre finì per apprezzare la dolcezza e l'umiltà di sua nuora.

### Regina di Francia

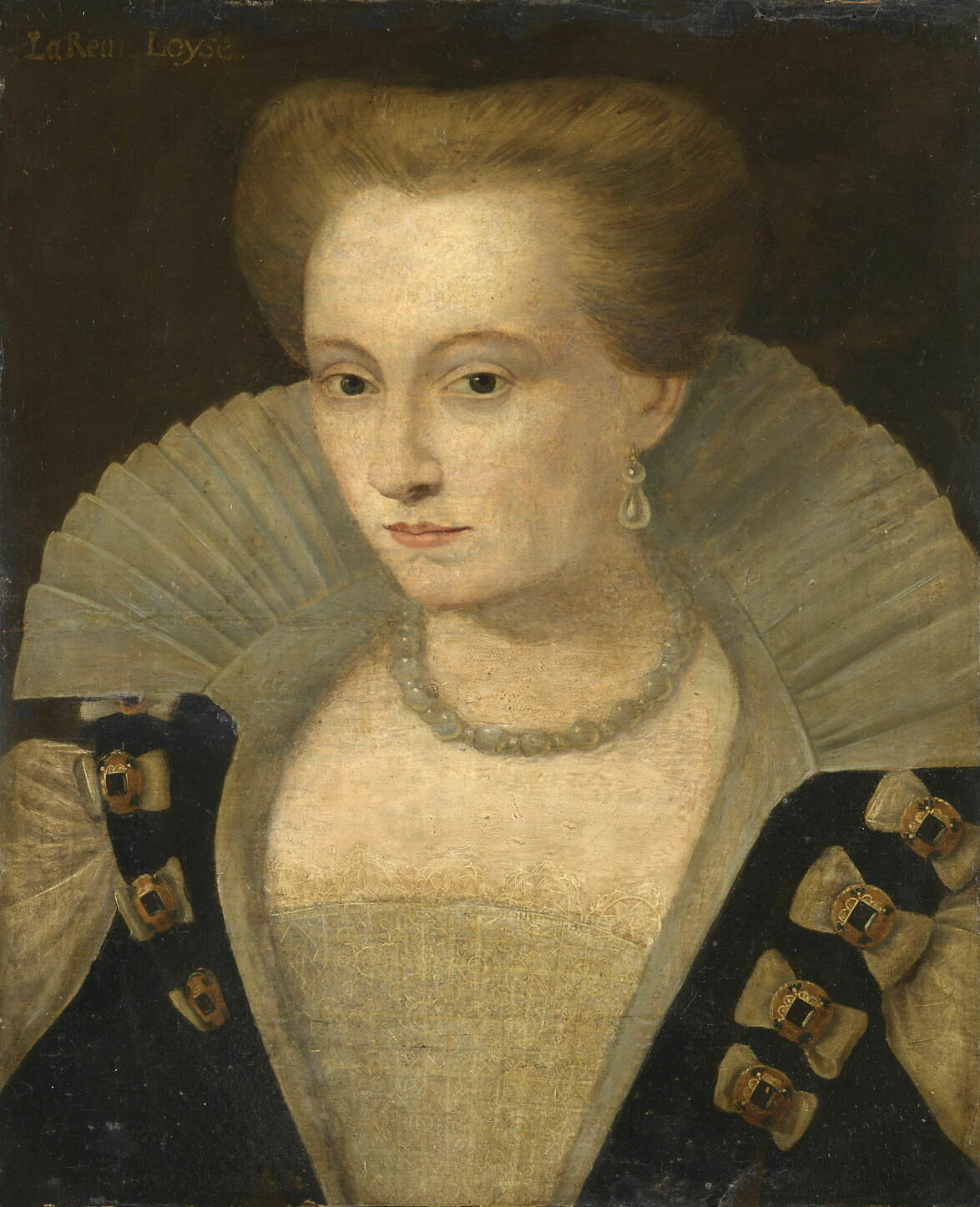
Luisa di Lorena-Vaudémont nel 1580 circa.

A Reims, il 13 febbraio 1575 avvenne l'incoronazione di Enrico III. Due giorni dopo, avvenne il matrimonio con Luisa. Il mattino delle nozze, Enrico III volle provvedere personalmente all'abbigliamento della sposa, vestirla, pettinarla e truccarla: mai contento del risultato, ricominciò il lavoro più volte fino a che la cerimonia non venne spostata al pomeriggio. Luisa, dolce e virtuosa giovane donna, dedita al marito per il quale provava un profondo amore che non venne mai meno, nonostante le difficoltà, le prove, l'infedeltà del re e la morte. Luisa di Lorena fu una persona pia e molto semplice. Soffrì terribilmente per il conflitto che oppose la sua famiglia - la Casa di Guisa, la Casa di Lorena e in particolare suo fratello Filippo Emanuele di Lorena, duca di Mercœur - e il marito durante le guerre di religione.

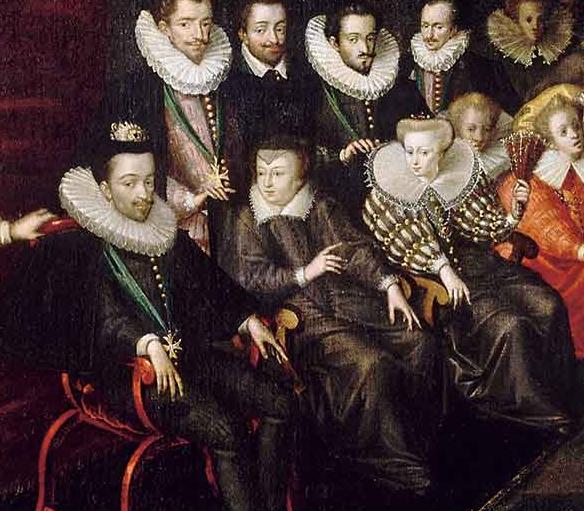
Particolare di uno dei tre dipinti del ciclo Un ballo a corte sotto Enrico III, che raffigura il re in compagnia della madre e di Luisa.

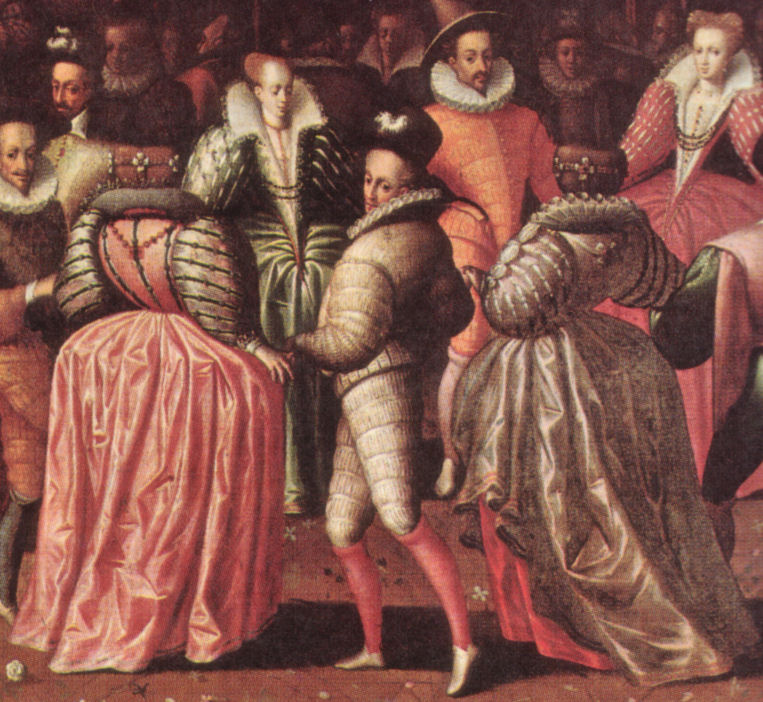
Particolare di uno dei tre dipinti del ciclo Un ballo a corte sotto Enrico III. In alto a destra, vestita di rosa è possibile notare la regina Luisa.

Il suo amore per il marito resistette alle voci riguardo ad un possibile annullamento del matrimonio, come nel maggio 1584. Enrico si era subito molto legato alla moglie, e anche se spesso le era infedele, non la trascurò mai. Negli avvenimenti del regno, la coppia si avvicinò. In particolare la sofferenza della regina per la sua sterilità.
Ebbe numerosi aborti - sembra che Luisa rimase incinta, all'inizio del suo matrimonio, ma ebbe un aborto spontaneo nel maggio 1575 che probabilmente le precluse la possibilità di avere altri figli - e nonostante numerosi pellegrinaggi, anche in luoghi termali, la coppia reale non ebbe mai figli. Tuttavia, la coppia reale non si arrese e soprattutto fra il 1579 e il 1586, si moltiplicarono i pellegrinaggi a Chartres, e i trattamenti termali, nella speranza di avere un erede.
Anche se si poteva rimproverare per le sue infedeltà, Enrico amava sinceramente Luisa, che fu sempre molto vicino al re e fu anche molto importante nella vita spirituale ed emotiva del sovrano. Si trattava di un'intimità quasi unica in una coppia reale. Luisa comparve con lui in molte cerimonie, feste ufficiali e feste. Senza interferire direttamente in politica, a volte partecipava in seno al Consiglio del Re, come era il caso 2 dicembre 1576. Fu presente quando vennero ricevuti gli ambasciatori e influenzò la sessione di apertura degli Stati generali e anche quando con lui, il 31 maggio 1578, pose la prima pietra del futuro Pont Neuf.
Durante la guerra fra monarchia e Lega Cattolica, il 12 maggio 1588, gli estremisti cattolici parigini provocarono un'insurrezione contro la Corona: fu "la giornata delle barricate". La regina madre, una molto malata Caterina de' Medici, decise di farsi portare in giro per la città con Luisa su una portantina, per tranquillizzare la folla inferocita. Tutto ciò in realtà era una tattica per permettere a Enrico III di fuggire da Parigi con i suoi ministri.

### Vedovanza
Dopo l'assassinio del marito per opera del monaco Jacques Clément il 1º agosto 1589, Luisa disperata prese il lutto bianco (per le regine) che non avrebbe più lasciato, da qui il suo soprannome di "regina bianca". Dal 1589, venne nominata duchessa di Berry.

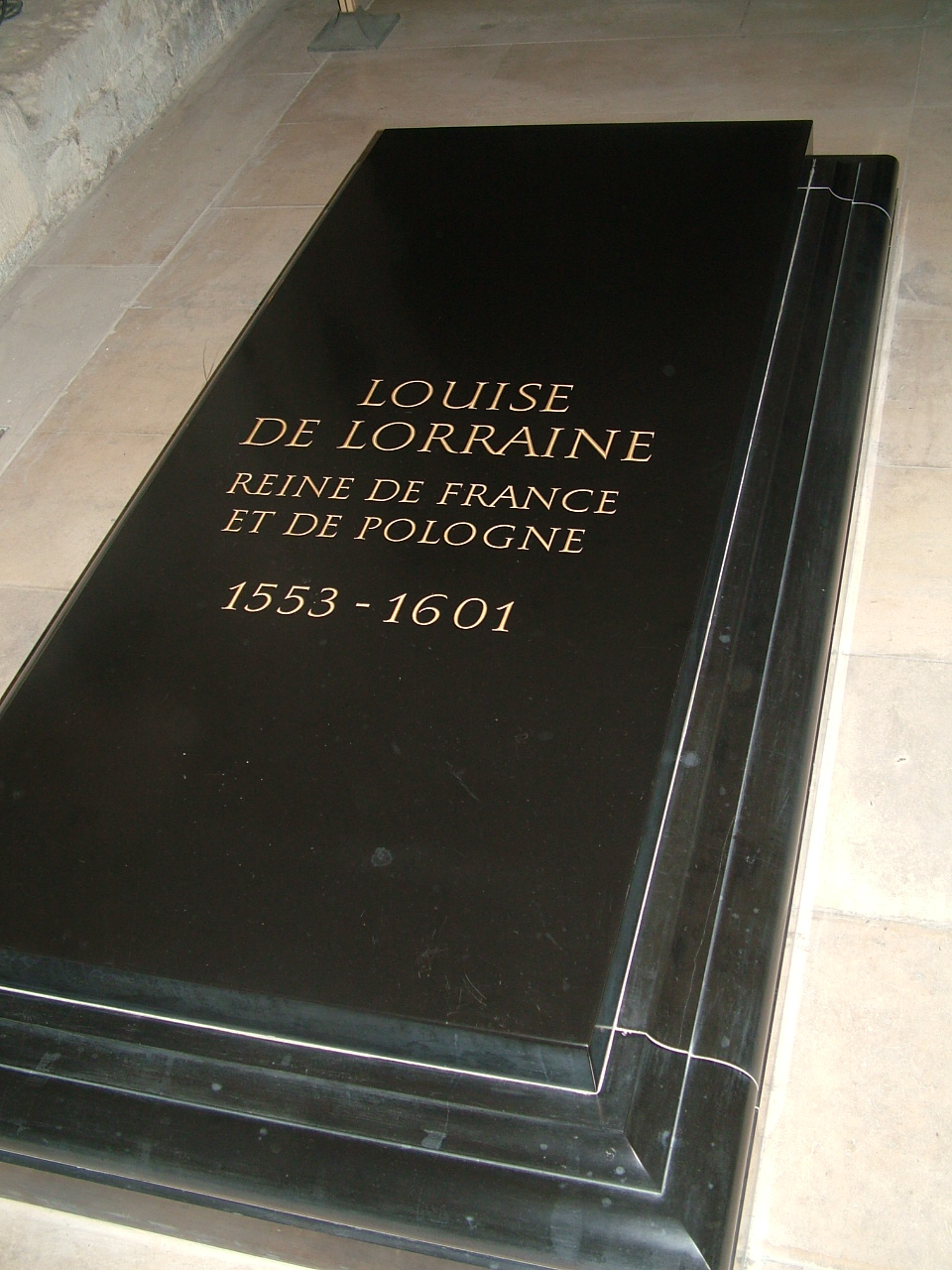
La tomba della regina Luisa a Saint-Denis.

La regina vedova si sforzò di riabilitare la memoria del marito, scomunicato dal Papa dopo l'assassinio del cardinale di Guisa. Dal 6 settembre 1589, appena un mese dopo la morte del re, chiese giustizia a Enrico IV. Il 1º ottobre 1589, prese provvedimenti per Roma per ripristinare la memoria di Enrico III. Il 20 gennaio 1594, nel corso di una cerimonia presso Mantes, la regina vedova venne solennemente a chiedere giustizia ad Enrico IV.
Luisa visse per undici anni nel castello di Chenonceau, che aveva ereditato dalla regina madre Caterina de' Medici. Trasferì la propria camera da letto in una camera del secondo piano, dove aveva fatto dipingere le pareti di nero. L'arredamento era piuttosto misero a causa dello stato di lutto. Decori neri e argentati furono riprodotti sul letto e le finestre.
Molto pia, Luisa installò con la propria autorità un convento di monache di clausura nel sottotetto del castello. Lasciò il castello in eredità alla nipote, l'unica figlia di suo fratello, la duchessa di Vendôme (moglie di Cesare di Borbone-Vendôme, figlio illegittimo di Enrico IV e Gabrielle d'Estrées).
Luisa morì nel castello di Moulins il 29 gennaio 1601 e tutti i suoi beni furono distribuiti o servirono a pagare i suoi debiti. Nel mese di settembre 1603, una bolla papale ordinò la costruzione di un convento dei Cappuccini a Parigi per la sepoltura della "regina bianca", che verrà effettuata il 20 marzo 1608. Le sue spoglie ora riposano nella cripta della Basilica di Saint-Denis.

## Ascendenza
|                                   |                              |                                               | Genitori                                      |  |  | Nonni |  |  | Bisnonni                        |  |  | Trisnonni                       |  |
|                                   |                              |                                               |                                               |  |  |       |  |  | Renato II, duca di Lorena e Bar |  |  | Federico II, conte di Vaudémont |  |
|                                   |                              |                                               |                                               |  |  |       |  |  | Renato II, duca di Lorena e Bar |  |  | Federico II, conte di Vaudémont |  |
|                                   |                              | Iolanda d'Angiò                               |                                               |  |  |       |  |  | Renato II, duca di Lorena e Bar |  |  |                                 |  |
| Antonio, duca di Lorena e Bar     |                              |                                               |                                               |  |  |       |  |  | Renato II, duca di Lorena e Bar |  |  |                                 |  |
|                                   |                              | Filippina di Gheldria                         | Adolfo, duca di Gheldria                      |  |  |       |  |  |                                 |  |  |                                 |  |
|                                   |                              | Filippina di Gheldria                         | Adolfo, duca di Gheldria                      |  |  |       |  |  |                                 |  |  |                                 |  |
|                                   |                              | Filippina di Gheldria                         | Caterina di Borbone                           |  |  |       |  |  |                                 |  |  |                                 |  |
| Nicola di Lorena, duca di Mercœur |                              | Filippina di Gheldria                         |                                               |  |  |       |  |  |                                 |  |  |                                 |  |
|                                   |                              | Gilberto, conte di Montpensier                | Luigi I, conte di Montpensier                 |  |  |       |  |  |                                 |  |  |                                 |  |
|                                   |                              | Gilberto, conte di Montpensier                | Luigi I, conte di Montpensier                 |  |  |       |  |  |                                 |  |  |                                 |  |
|                                   |                              | Gilberto, conte di Montpensier                | Gabriella de La Tour d'Auvergne               |  |  |       |  |  |                                 |  |  |                                 |  |
| Renata di Montpensier             |                              | Gilberto, conte di Montpensier                |                                               |  |  |       |  |  |                                 |  |  |                                 |  |
|                                   |                              | Chiara Gonzaga                                | Federico I Gonzaga, marchese di Mantova       |  |  |       |  |  |                                 |  |  |                                 |  |
|                                   |                              | Chiara Gonzaga                                | Federico I Gonzaga, marchese di Mantova       |  |  |       |  |  |                                 |  |  |                                 |  |
|                                   |                              | Chiara Gonzaga                                | Margherita di Baviera                         |  |  |       |  |  |                                 |  |  |                                 |  |
| Luisa di Lorena-Vaudémont         |                              | Chiara Gonzaga                                |                                               |  |  |       |  |  |                                 |  |  |                                 |  |
|                                   | Giovanni III, conte d'Egmont | Guglielmo IV, signore d'Egmont                |                                               |  |  |       |  |  |                                 |  |  |                                 |  |
|                                   | Giovanni III, conte d'Egmont | Guglielmo IV, signore d'Egmont                |                                               |  |  |       |  |  |                                 |  |  |                                 |  |
|                                   | Giovanni III, conte d'Egmont | Valburga di Moers-Saarwerden                  |                                               |  |  |       |  |  |                                 |  |  |                                 |  |
| Giovanni IV, conte d'Egmont       | Giovanni III, conte d'Egmont |                                               |                                               |  |  |       |  |  |                                 |  |  |                                 |  |
|                                   |                              | Maddalena di Werdenberg-Trochtelfingen        | Giorgio, conte di Werdenberg-Trochtelfingen   |  |  |       |  |  |                                 |  |  |                                 |  |
|                                   |                              | Maddalena di Werdenberg-Trochtelfingen        | Giorgio, conte di Werdenberg-Trochtelfingen   |  |  |       |  |  |                                 |  |  |                                 |  |
|                                   |                              | Maddalena di Werdenberg-Trochtelfingen        | Caterina di Baden                             |  |  |       |  |  |                                 |  |  |                                 |  |
| Margherita d'Egmont               |                              | Maddalena di Werdenberg-Trochtelfingen        |                                               |  |  |       |  |  |                                 |  |  |                                 |  |
|                                   |                              | Giacomo II di Lussemburgo, signore di Fiennes | Giacomo I di Lussemburgo, signore di Fiennes  |  |  |       |  |  |                                 |  |  |                                 |  |
|                                   |                              | Giacomo II di Lussemburgo, signore di Fiennes | Giacomo I di Lussemburgo, signore di Fiennes  |  |  |       |  |  |                                 |  |  |                                 |  |
|                                   |                              | Giacomo II di Lussemburgo, signore di Fiennes | Maria di Berlaymont                           |  |  |       |  |  |                                 |  |  |                                 |  |
| Francesca di Lussemburgo-Fiennes  |                              | Giacomo II di Lussemburgo, signore di Fiennes |                                               |  |  |       |  |  |                                 |  |  |                                 |  |
|                                   |                              | Margherita di Bruges                          | Giovanni V di Bruges, signore de La Gruuthuse |  |  |       |  |  |                                 |  |  |                                 |  |
|                                   |                              | Margherita di Bruges                          | Giovanni V di Bruges, signore de La Gruuthuse |  |  |       |  |  |                                 |  |  |                                 |  |
|                                   |                              | Margherita di Bruges                          | Maria d'Auxy                                  |  |  |       |  |  |                                 |  |  |                                 |  |
|                                   |                              | Margherita di Bruges                          |                                               |  |  |       |  |  |                                 |  |  |                                 |  |